# Alex Dujsebajev
Alex Dujsebajev (Santander, 1992. december 17.  –) Európa-bajnok spanyol kézilabdázó, jobbátlövő. Jelenleg a lengyel Vive Kielce játékosa.

## Pályafutása

### Klubcsapatban
Alex Dujsebajev a Ciudad Real ifjúsági csapatában kezdte pályafutását és itt is mutatkozott be a felnőttek között a 2009-2010-es szezonban,amikor apja volt a csapat edzője. Itt főként a jobb szélen szerepelt. A szezon végén elhagyta a Ciudad Realt, és csatlakozott a La Riojához. 2012-től a BM Aragónban játszott a spanyol élvonalban. 2013 júniusában előszerződést írt alá az Atlético Madriddal, de mivel a klubot anyagi nehézségek miatt az idény végén felszámolták, így a macedón RK Vardar játékosa lett.
A Vardar megnyerte 2014-ben, 2015-ben, 2016-ban és 2017-ben az országos kupát, 2015-ben, 2016-ban és 2017-ben a bajnokságot, 2014-ben és 2017-ben a SEHA-ligát, 2017-ben pedig legnagyobb sikerét elérve a Bajnokok Ligáját. A 2017-2018-as szezont megelőzően a lengyel Vive Kielcéhez szerződött, ahol újra édesapja lett az edzője.

### A válogatottban
A 2013-as U21-es világbajnokságon az All-Star csapatba választották. 2014. január 3-án mutatkozott be a spanyol válogatottban. Az az évi Európa-bajnokságon kézsérülése miatt nem tudott részt venni. Tagja volt a 2018-as Európa-bajnok csapatnak, a torna végén beválasztották az All-Star csapatba.

## Családja
Édesapja a kétszer is a világ legjobbjának választott Talant Dujsebajev, testvére, Daniel vele együtt nyert Európa-bajnoki címet 2018-ban.

## Sikerei, díjai
RK Vardar
- Bajnokok Ligája-győztes (1): 2016-17
- Macedón bajnok (3):  2015, 2016, 2017
- Macedón kupagyőztes (4): 2014, 2015, 2016, 2017
- SEHA-liga-győztes (1): 2017

Vive Kielce
- Lengyel bajnok: 2018, 2019, 2020, 2021, 2022, 2023
- Lengyel kupagyőztes: 2018, 2019, 2021

Spanyolország
- Európa-bajnok (1): 2018

## External links
- Profilja az RK Vardar honlapján